# كارلا رومانو
كارلا رومانو (بالإنجليزية: Carla Romano)‏ هي صحفية بريطانية، ولدت في 27 يناير 1969 في غلاسكو في المملكة المتحدة.